# Cantonul Saint-Sulpice-les-Feuilles
Cantonul Saint-Sulpice-les-Feuilles este un canton din arondismentul Bellac, departamentul Haute-Vienne, regiunea Limousin, Franța.

## Comune
| Comune                     | Populație (1999) | Cod poștal | Cod INSEE |
| -------------------------- | ---------------- | ---------- | --------- |
| Arnac-la-Poste             | 1.021            | 87160      | 87003     |
| Cromac                     | 264              | 87160      | 87053     |
| Les Grands-Chézeaux        | 254              | 87160      | 87074     |
| Jouac                      | 200              | 87890      | 87080     |
| Lussac-les-Églises         | 490              | 87360      | 87087     |
| Mailhac-sur-Benaize        | 310              | 87160      | 87090     |
| Saint-Georges-les-Landes   | 249              | 87160      | 87145     |
| Saint-Martin-le-Mault      | 114              | 87360      | 87165     |
| Saint-Sulpice-les-Feuilles | 1.213            | 87160      | 87182     |